# 圖里奇基
48°46′3″N 22°41′19″E / 48.76750°N 22.68861°E
圖里奇基（烏克蘭語：Турички）是烏克蘭西部的村莊，隸屬外喀爾巴阡州的烏日霍羅德區。該村面積2.12平方公里，海拔高度298米，2001年人口220，人口密度每平方公里103.6人。